# Grand-Verly
Grand-Verly é uma comuna francesa na região administrativa de Altos da França, no departamento de Aisne. Estende-se por uma área de 3,8 km². Em 2010 a comuna tinha 138 habitantes (densidade: 36,3 hab./km²).